# René Dubreuil
René Dubreuil, né le 15 août 1921 à Maisonnais et mort le 26 décembre 2003 à Bourges, est un homme politique français.

## Mandats électifs
- Député de la 3e circonscription du Cher (1978-1981) en remplacement de Maurice Papon nommé membre du gouvernement.
- Conseiller général du canton du Châtelet (jusqu'en 1998)
- Maire du Châtelet